# سیارک ۱۶۵۹۴
سیارک ۱۶۵۹۴ (به انگلیسی: 16594 Sorachi، نامگذاری:1992UL4) شانزده هزار و پانصد و نود و چهارمین سیارک کشف شده‌است که در ۲۶ اکتبر ۱۹۹۲ کشف شد.
قدر مطلق سیارک برابر ۳۷.۱ است.